# SV Leiwen
Der SV Leiwen-Köwerich 2000 e. V. ist ein Sportverein aus Leiwen und Köwerich.

## Geschichte

Wappen des SV Leiwen 1946

Die erste Fußballmannschaft des damaligen SV Leiwen 1946 e. V. spielte zwischen 1971 und 1978 in der 1. Amateurliga Rheinland, in den folgenden zwölf Jahren mit Unterbrechungen (1981/82 und 1985/86) in der damals drittklassigen Oberliga Südwest, wo man insgesamt 316 Spiele bestritt.
In den Jahren 1974, 1979, 1981 und 1986 wurde der SV Leiwen Rheinlandmeister, 1981 außerdem Rheinlandpokalsieger. Diese Erfolge sicherten dem Verein die Teilnahme am DFB-Pokal:
- 1974/75: Aus in der 1. Hauptrunde gegen den 1. FC Pforzheim (2:2 n. V. – Wiederholungsspiel 0:0 n. V., 3:5 i. E.)
- 1978/79: Aus in der 1. Hauptrunde gegen Preußen Münster (0:6)
- 1981/82: Aus in der 2. Hauptrunde gegen Rot-Weiss Essen (1:4) nach einem Erstrundensieg über den SC Herford (3:2 n. V.)

Zudem nahm man 1974 an der deutschen Amateurmeisterschaft teil, wo man nach zwei Niederlagen (0:1 und 1:4) in der ersten Runde gegen den ASV Herzogenaurach ausschied.
Im Jahr 2000 fusionierte der Verein mit dem SV Moselland Köwerich 1921 e. V. zum SV Leiwen-Köwerich 2000 e. V.. Zur Saison 2022/23 folgte dann ein weiterer Zusammenschluss mit der SG Neumagen-Dhron/Trittenheim zur heutigen SG Neumagen-Dhron/Trittenheim/Leiwen-Köwerich und der Wechsel vom Kreis Trier/Saarburg zum Kreis Mosel.

## Wettbewerbe seit der Saison 2001/02
| Saison | Liga                       | Platzierung |
| ------ | -------------------------- | ----------- |
| 01/02  | Rheinlandliga              | 7. Platz    |
| 02/03  | Rheinlandliga              | 11. Platz   |
| 03/04  | Rheinlandliga              | 10. Platz   |
| 04/05  | Rheinlandliga              | 10. Platz   |
| 05/06  | Rheinlandliga              | 6. Platz    |
| 06/07  | Rheinlandliga              | 17. Platz   |
| 07/08  | Bezirksliga West           | 10. Platz   |
| 08/09  | Bezirksliga West           | 7. Platz    |
| 09/10  | Bezirksliga West           | 12. Platz   |
| 10/11  | Bezirksliga West           | 7. Platz    |
| 11/12  | Bezirksliga West           | 9. Platz    |
| 12/13  | Bezirksliga West           | 2. Platz    |
| 13/14  | Bezirksliga West           | 10. Platz   |
| 14/15  | Bezirksliga West           | 6. Platz    |
| 15/16  | Bezirksliga West           | 2. Platz ** |
| 16/17  | Rheinlandliga              | 19. Platz   |
| 17/18  | Bezirksliga West           | 12. Platz   |
| 18/19  | Bezirksliga West           | 13. Platz   |
| 19/20  | Bezirksliga West           | abgebrochen |
| 20/21  | Kreisliga B Mosel/Hochwald | abgebrochen |
| 21/22  | Kreisliga B Mosel/Hochwald | 12. Platz   |
| 22/23  | Kreisliga A Mosel          |             |

Anmerkung: Grün unterlegte Spielzeiten kennzeichnen einen Aufstieg, rot unterlegte Spielzeiten einen Abstieg.
**2:1-Sieg im Entscheidungsspiel um den Aufstieg.
Zur Saison 2020/2021 zog der Verein sich freiwillig aus der Bezirksliga in die Kreisliga B zurück.

## Bekannte Spieler und Trainer
Bekannte Spieler des Vereins waren:
- Herbert Herres
- Paul Pidancet
- Matthias Schömann
- Klaus Toppmöller
- Marco Toppmöller

Bekannte Trainer des Vereins waren:
- Otto Jaworski
- Harald Kohr
- Rudi Thömmes